# Масонски степени
Масонските степени са йерархична стълба, по която протича развитието на членовете на масонските организации.

## Ложи и ритуали
Различите масонски ложи и ритуали имат различен брой степени:
- Шотландски стар и приет ритуал – тридесет и три степени;
- Шотландски философски ритуал – петнадесет степени;
- Йоркски ритуал (Царски свод) – десет степени;
- Единбургски ритуал – двадесет и пет степени;
- Шведски ритуал на Сведенборг – дванадесет степени;
- Адонирам – дванадесет степени;
- Херодома – три степени;
- Мизраим – деветдесет степени;
- Ритуал на добрите храмовници – тридесет степени.

Съществуват и други, по-рядко срещани ритуали, като тези на Лексингтън, Грото и Шрин.

## Шотландски ритуал на Старите, свободни и приети зидари
Степените на Старите, свободни и приети зидари (от Шотландския ритуал) са:
| Символични степени:Синьо или Св. Йоаново масонство - I клас: 1. Ученик; 2. Другар; 3. Майстор; Капитуларни или съвършени степени:Червено масонство - II клас: 1. Таен майстор; 2. Съвършен майстор; 3. Таен секретар; 4. Председател и съдия; 5. Интендант на сградите; - III клас: 1. Майстор, избран от деветте; 2. Майстор, избран от петнадесетте; 3. Велик избран майстор; - IV клас: 1. Велик майстор архитект; 2. Царски свод; 3. Велик избранник; - V клас: 1. Източен рицар; 2. Йерусалимски княз; 3. Рицар на Изтока и Запада; 4. Рицар розенкройцер; | Философски степени:Черно масонство - VI клас: 1. Велик понтифекс; 2. Велик майстор на символичните ложи; 3. Ноахит или Пруски рицар; 4. Рицар на кралската брадва или Ливански княз; 5. Началник на Табернакела; 6. Принц на Табернакела; 7. Рицар на бронзовата змия; 8. Княз на милостта; 9. Рицар командьор на храма; - VII клас: 1. Рицар на слънцето; 2. Велик Шотландец на Св. Андрей Шотландски; Бяло масонство 1. Велик избранник рицар Кадош; Административни степени: - VIII клас: 1. Велик инспектор инквизитор командьор; 2. Върховен княз на кралската тайна; 3. Пълновластен велик инспектор генерал. |